# Gornja Vijaka
Gornja Vijaka je naseljeno mjesto u općini Vareš, Federacija Bosne i Hercegovine, BiH.

## Stanovništvo

### 1991.
Nacionalni sastav stanovništva 1991. godine, bio je sljedeći:
ukupno: 174
- Hrvati - 140
- Srbi - 7
- Muslimani - 2
- Jugoslaveni - 22
- ostali, neopredijeljeni i nepoznato - 3

### 2013.
Nacionalni sastav stanovništva 2013. godine, bio je sljedeći:
ukupno: 57
- Hrvati - 55
- Srbi - 1
- ostali, neopredijeljeni i nepoznato - 1